# اینگلبن
اینگلبن (به آلمانی: Ingeleben) یک شهر در آلمان است که در هلمشتدت واقع شده‌است. اینگلبن ۳۷۳ نفر جمعیت دارد.